# Bernardo Fernandes da Silva
Bernardo Fernandes da Silva conegut com a Bernardo (São Paulo, Brasil, 20 d'abril de 1965) va ser un futbolista brasiler que el 1989 disputà cinc partits amb la selecció del Brasil. És pare del futbolista Bernardo Fernandes da Silva Junior.